# Дніпропетровсько-Запорізька єпархія УАПЦ
Дніпропетровсько-Запорізька єпархія — єпархія УАПЦ, що охоплює парафії Дніпропетровської та Запорізької областей.

## Історія єпархії
Українську автокефальну православну церкву на теренах України було створено 1989 року. У львівському Петропавлівському соборі було урочисто проголошено цей факт. У липні 1991 року Дніпропетровсько-Запорізька єпархія отримала першого керуючого. Ним став єпископ Пантелеймон (Романовський). Та вже у травні 1992 року він перейшов у Московський Патріархат. У червні 1992 року УАПЦ і частина Українська православної церкви об'єдналися в єдину Українську православну церкву - Київський патріархат. Слід відмітити, що статут новоутвореної організації залишився від УАПЦ. Дніпропетровсько-Запорізька єпархія також увійшла до складу Київського Патріархату. Та вже 1993 року УАПЦ, через конфлікт з духовенством УПЦ-КП, виходить зі складу Київського патріархату.
Єпархія тривалий час не мала постійного керуючого. Кількість парафій — одна з найменших в УАПЦ. За всі роки її існування так і не було виділено міською владою Дніпропетровська будівлі під консисторію. До 31 березня 2004 року в. о. керуючого єпархією був єпископ Черкаський Яків (Макарчук). Після переходу Владики Якова до Українська православна церква Київського патріархату адміністратором єпархії було призначено митрофорного протоієрея Миколу Марчука. Єпархіальне управління розмістилося у смт Солоне Дніпропетровської області. Та згодом і о. Микола перейшов у Київський Патріархат. Після цього єпархією тимчасово став керувати предстоятель УАПЦ Блаженнійший Митрополит Київський і всієї України Мефодій (Кудряков)

### Єпископи
- 1991—1992 Пантелеймон (Романовський), як єпископ Миколаївський і Херсонський → Московський Патріархат
  - 1998—2004 т/к єпископ Черкаський Яків (Макарчук)
  - 2004—2015 т/к Блаженнійший Митрополит Київський і всієї України Мефодій (Кудряков)